# Jorge Luciano Montoya
Jorge Luciano Montoya (La Carlota, 29 de diciembre de 1949) es un productor agropecuario y político argentino del Partido Justicialista. Se desempeñó como senador nacional por la provincia de Córdoba entre febrero y diciembre de 2003, así como diputado nacional entre 2003 y 2006 y entre 2007 y 2011, entre otros cargos.

## Biografía
Nació en La Carlota (departamento Juárez Celman, provincia de Córdoba) en 1949. En el ámbito privado, se dedicó a la administración de actividades agropecuarias.
En política, adhirió al Partido Justicialista (PJ), siendo congresal del PJ de la provincia de Córdoba desde 1985 y congresal nacional desde 1998. También fue secretario general del PJ cordobés entre 1989 y 1993 y consejero provincial entre 1997 y 2001. En el ámbito público, fue secretario de Gobierno de la municipalidad de La Carlota entre 1983 y 1989. Entre 1991 y 1999 integró la Cámara de Diputados de la Provincia de Córdoba por dos períodos consecutivos, siendo presidente del bloque de diputados justicialistas entre 1993 y 1996.
En los últimos meses de la presidencia de Carlos Saúl Menem, fue subsecretario de Agricultura, Ganadería y Forestación del Ministerio de Economía y Obras y Servicios Públicos de la Nación entre mayo y diciembre de 1999. Entre 1999 y 2001 fue presidente de Lotería de Córdoba S.E., siendo luego secretario de Seguridad Ciudadana y Asuntos Institucionales del gobierno provincial de Córdoba, designado ese último año por el gobernador José Manuel de la Sota.
En las elecciones legislativas de 2001, fue candidato a senador nacional suplente en la lista de Unión por Córdoba. Asumió en el Senado de la Nación en febrero de 2003, en reemplazo de Juan Carlos Maqueda (quien había renunciado en diciembre de 2002 al ser designado juez de la Corte Suprema), completando su mandato hasta diciembre de 2003.
En las elecciones legislativas de 2003, fue elegido diputado nacional por la provincia de Córdoba, con mandato hasta 2007. Desde 2005 integró el bloque del Frente para la Victoria (FPV) Renunció en marzo de 2006 para asumir como ministro de Gobierno, Coordinación y Políticas Regionales provincial, designado por De la Sota, siendo sucedido en la Cámara de Diputados por Amelia de los Milagros López. En la Cámara presidió la comisión de Legislación General.
Volvió a ser elegido diputado nacional en 2007, completando mandato hasta 2011. Elegido por el FPV, integró el mismo hasta 2008, a raíz del conflicto con el campo, conformando el bloque «Unión Peronista». En 2010 se incorporó al bloque del Peronismo Federal encabezado por el bonaerense Felipe Solá. En la Cámara de Diputados fue secretario de las comisiones de Agricultura y Ganadería y de Economía; integrando como vocal las comisiones de Industria; de Presupuesto y Hacienda; de Relaciones Exteriores y Culto; de Seguridad Interior; y de Transportes. En 2008 votó en contra del proyecto de Ley de Retenciones y Creación del Fondo de Redistribución Social, y un año después se ausentó en la votación de la Ley de Servicios de Comunicación Audiovisual. En 2010 votó en contra del matrimonio entre personas del mismo sexo.
En 2018 fue designado asesor del gobernador cordobés Juan Schiaretti y desde 2019 se desempeña como secretario de Integración Regional del gobierno provincial de Córdoba, integrando el gabinete de Schiaretti.